# Djénéba Touré
Djénéba Touré, née le 22 octobre 1997 à Bougouni au Mali, est une handballeuse internationale guinéenne évoluant au poste d'arrière gauche à la Stella Saint-Maur.

## Biographie

### En club
Djénéba Touré commence à jouer au handball par hasard au collège à Cergy entre copines, avec l'UNSS du mercredi après-midi, passant du basket au hand sans penser à un avenir professionnel dans ce sport. En 2012, elle entre au pôle de Châtenay-Malabry. Elle suit alors les cours la journée avant les entraînements de 16h à 19h. La dernière année, elle joue en parallèle en D2 avec le Cergy-Pontoise Handball 95.

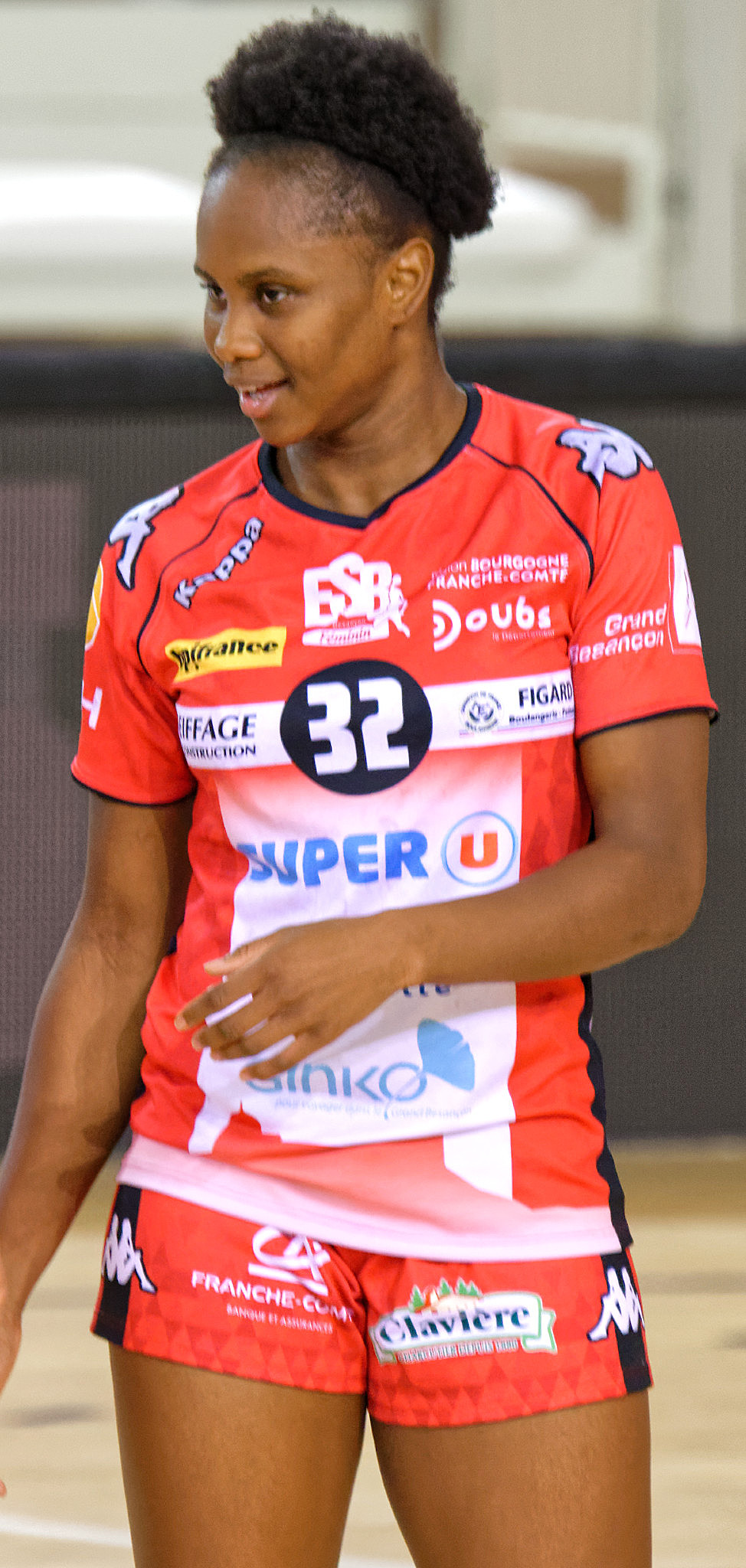
Djénéba Touré avec Besançon en octobre 2016.

En 2015, après avoir obtenu son bac, elle rejoint le centre de formation de Besançon et fait ses débuts en D1. En 2017, elle dispute avec Besançon la Coupe de l'EHF.
Elle se lance dans un nouveau défi en 2019 en rejoignant le Chambray Touraine Handball. Elle doit alors jouer à un nouveau poste de demi-centre, mais joue finalement deux saisons en tant qu'arrière droite, avant de passer à gauche en 2021. En 2020-2021, elle participe à la qualification du club en Coupe d'Europe.
Après trois ans en Touraine, souhaitant se rapprocher de sa famille, elle signe en 2022 pour deux ans au club francilien Stella Saint-Maur Handball qui ambitionne de monter en première division. Un an plus tard, elle est championne de France avec la Stella et retrouve la D1.

### En sélection
Djénéba Touré joue en équipe du Guinée au poste de demi-centre. Elle fait partie de la sélection guinéenne qui dispute le championnat d'Afrique 2018 au Congo Brazzaville. Elle est sélectionnée en 2021 pour disputer le championnat d'Afrique au Cameroun. En 2022, elle dispute de nouveau la CAN avec la Guinée. Au cours des six matchs de la Guinée, qui termine 9e, elle marque 13 buts en 27 tentatives.

## Palmarès

### En club
compétitions nationales
- Championne de France D2 en 2023 (avec la Stella St-Maur)

### En équipe nationale
Guinée
championnats d'Afrique
- 7e au championnat d'Afrique 2018
- 7e au championnat d'Afrique 2021
- 9e au championnat d'Afrique 2022

## Vie privée
En parallèle de sa carrière, elle fait des études en ressources humaines et en japonais.